# Landesregierung Schützenhöfer II
- ÖVP: 5
- SPÖ: 3

Die Landesregierung Schützenhöfer II war die nach der Landtagswahl in der Steiermark 2019 gebildete Steiermärkische Landesregierung. Die Koalitionsregierung aus SPÖ und ÖVP wurde am 16. Dezember 2019 von Landeshauptmann Hermann Schützenhöfer als „Koalition weiß-grün“ präsentiert. Die Wahl und Angelobung erfolgte am 17. Dezember 2019. Am 4. Juli 2022 wurde sie mit dem Rücktritt von Schützenhöfer durch die Landesregierung Drexler abgelöst.

## Geschichte
Der steirische SPÖ-Vorsitzende und Landeshauptmannstellvertreter Michael Schickhofer kündigte am Tag nach der Wahl seinen Rücktritt an. Die Koalitionsverhandlungen wurden auf Seiten der SPÖ von Anton Lang geführt.
Die SPÖ gab gegenüber der Landesregierung Schützenhöfer I einen Regierungssitz ab, neue Landesrätin wurde Juliane Bogner-Strauß, die den zusätzlichen fünften ÖVP-Regierungssitz erhielt.
Schützenhöfer übernahm auch die Sicherheit, Bogner-Strauß übernahm von Christopher Drexler das Gesundheitswesen und von der SPÖ die Bildung, Drexler ist für Kultur und Volkskultur, Personal, Europa und Sport zuständig. Barbara Eibinger-Miedl blieb Wirtschaftslandesrätin, Johann Seitinger blieb Landesrat für Land- und Forstwirtschaft. Anton Lang blieb Finanz- und Verkehrslandesrat und wurde auch Landeshauptmann-Stellvertreter. Ursula Lackner ist für Umwelt und Klimaschutz verantwortlich, Soziallandesrätin blieb Doris Kampus. Das Regionalressort wurde zwischen ÖVP und SPÖ geteilt.
Im Rahmen der konstituierenden Regierungssitzung am 19. Dezember 2019 wurde die Geschäftsverteilung beschlossen.
Am 3. Juni 2022 gab Landeshauptmann Hermann Schützenhöfer seinen Rückzug mit Anfang Juli bekannt, als Nachfolger wurde Christopher Drexler designiert.

## Regierungsmitglieder
| Amt                            | Bild | Name                   | Partei | Partei | Zuständigkeitsbereiche |
| ------------------------------ | ---- | ---------------------- | ------ | ------ | --- |
| Landeshauptmann                |      | Hermann Schützenhöfer  |        | ÖVP    | Gemeinden (ÖVP und Namenslisten), Organisation & Informationstechnik, Zentrale Dienste, Sicherheit, Verfassung und Inneres, Beteiligungen (im Korreferat) |
| Landeshauptmann-Stellvertreter |      | Anton Lang             |        | SPÖ    | Finanzen, Gemeinden SPÖ, Tierschutz, Verkehr, Beteiligungen (im Korreferat)                                                                               |
| Landesrätin                    |      | Juliane Bogner-Strauß  |        | ÖVP    | Gesundheit, Pflege, Bildung und Gesellschaft |
| Landesrat                      |      | Christopher Drexler    |        | ÖVP    | Kultur (einschließlich Volkskultur), Europa und Internationales, Sport und Personal                                                                       |
| Landesrätin                    |      | Barbara Eibinger-Miedl |        | ÖVP    | Wirtschaft, Tourismus, Digitalisierung, Wissenschaft und Forschung, Regionen (im Korreferat)                                                              |
| Landesrätin                    |      | Doris Kampus           |        | SPÖ    | Soziales, Arbeit, Integration |
| Landesrätin                    |      | Ursula Lackner         |        | SPÖ    | Umwelt, Klimaschutz, Energie, Regionalentwicklung (im Koreferat) und Raumordnung                                                                          |
| Landesrat                      |      | Johann Seitinger       |        | ÖVP    | Land- und Forstwirtschaft einschließlich land- und forstwirtschaftlicher Schulen, Wohnbau, Wasser- und Ressourcenmanagement                               |